# Autoire
Pour les articles homonymes, voir Autoire (homonymie).
Autoire est une commune française, située dans le nord-est du département du Lot en région Occitanie.
Elle est également dans le causse de Gramat, le plus vaste et le plus sauvage des quatre causses du Quercy.
Exposée à un climat océanique altéré, elle est drainée par la Bave, le ruisseau de Goutal et par deux autres cours d'eau. Incluse dans le bassin de la Dordogne, la commune possède un patrimoine naturel remarquable :  un espace protégé (les « falaises lotoises (rapaces) ») et deux zones naturelles d'intérêt écologique, faunistique et floristique.
Autoire est une commune rurale qui compte 376 habitants en 2022, après avoir connu une forte hausse de la population depuis 1962.  Elle fait partie de l'aire d'attraction de Biars-sur-Cère - Saint-Céré. Ses habitants sont appelés les Autoiriens ou  Autoiriennes.

## Géographie

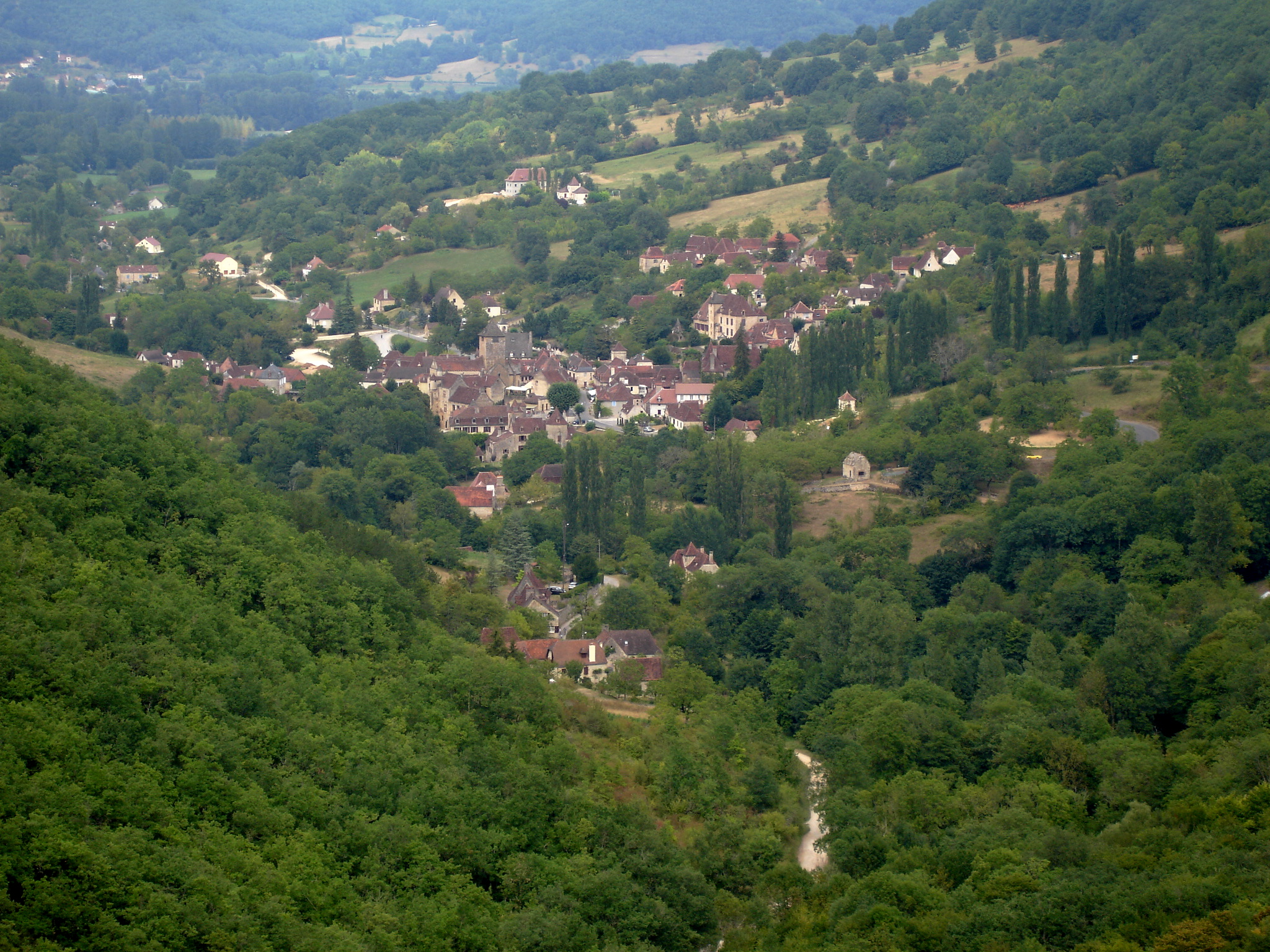
Vue sur Autoire depuis Siran.

La commune est située dans le Quercy, sur l'Autoire.

### Communes limitrophes
Les communes limitrophes sont  Loubressac, Prudhomat, Saint-Jean-Lagineste, Saint-Michel-Loubéjou et Saint-Médard-de-Presque.
|            | Prudhomat            | Saint-Michel-Loubéjou   |
| Loubressac | Autoire              | Saint-Médard-de-Presque |
|            | Saint-Jean-Lagineste |                         |

### Climat
Pour des articles plus généraux, voir Climat de l'Occitanie et Climat du Lot.
En 2010, le climat de la commune est de type climat océanique altéré, selon une étude s'appuyant sur une série de données couvrant la période 1971-2000. En 2020, Météo-France publie une typologie des climats de la France métropolitaine dans laquelle la commune est dans une zone de transition entre le climat océanique altéré et le climat de montagne et est dans la région climatique Ouest et nord-ouest du Massif Central, caractérisée par une pluviométrie annuelle de 900 à 1 500 mm, maximale en automne et en hiver.
Pour la période 1971-2000, la température annuelle moyenne est de 12,9 °C, avec une amplitude thermique annuelle de 15,7 °C. Le cumul annuel moyen de précipitations est de 1 073 mm, avec 11,2 jours de précipitations en janvier et 7,1 jours en juillet. Pour la période 1991-2020, la température moyenne annuelle observée sur la station météorologique la plus proche, située sur la commune de Sousceyrac-en-Quercy à 17 km à vol d'oiseau, est de 11,4 °C et le cumul annuel moyen de précipitations est de 1 505,1 mm,. Pour l'avenir, les paramètres climatiques de la commune estimés pour 2050 selon différents scénarios d’émission de gaz à effet de serre sont consultables sur un site dédié publié par Météo-France en novembre 2022.

### Milieux naturels et biodiversité

#### Espaces protégés
La protection réglementaire est le mode d’intervention le plus fort pour préserver des espaces naturels remarquables et leur biodiversité associée,.
Deux espaces protégés sont présents sur la commune : 
- le « falaises lotoises (rapaces) », objet d'un arrêté de protection de biotope, d'une superficie de 6,6 ha[10] ;
- le bassin de la Dordogne, réserve de biosphère, zone de transition, d'une superficie de 1 880 257,7 ha[11].

#### Zones naturelles d'intérêt écologique, faunistique et floristique
L’inventaire des zones naturelles d'intérêt écologique, faunistique et floristique (ZNIEFF) a pour objectif de réaliser une couverture des zones les plus intéressantes sur le plan écologique, essentiellement dans la perspective d’améliorer la connaissance du patrimoine naturel national et de fournir aux différents décideurs un outil d’aide à la prise en compte de l’environnement dans l’aménagement du territoire.
Une ZNIEFF de type 1 est recensée sur la commune :
la « cascade et gorges d'Autoire » (133 ha), couvrant 2 communes du département et une ZNIEFF de type 2, : 
le « cours inférieur de la Bave » (56 ha), couvrant 8 communes du département.

Carte des ZNIEFF de type 1 et 2 à Autoire.
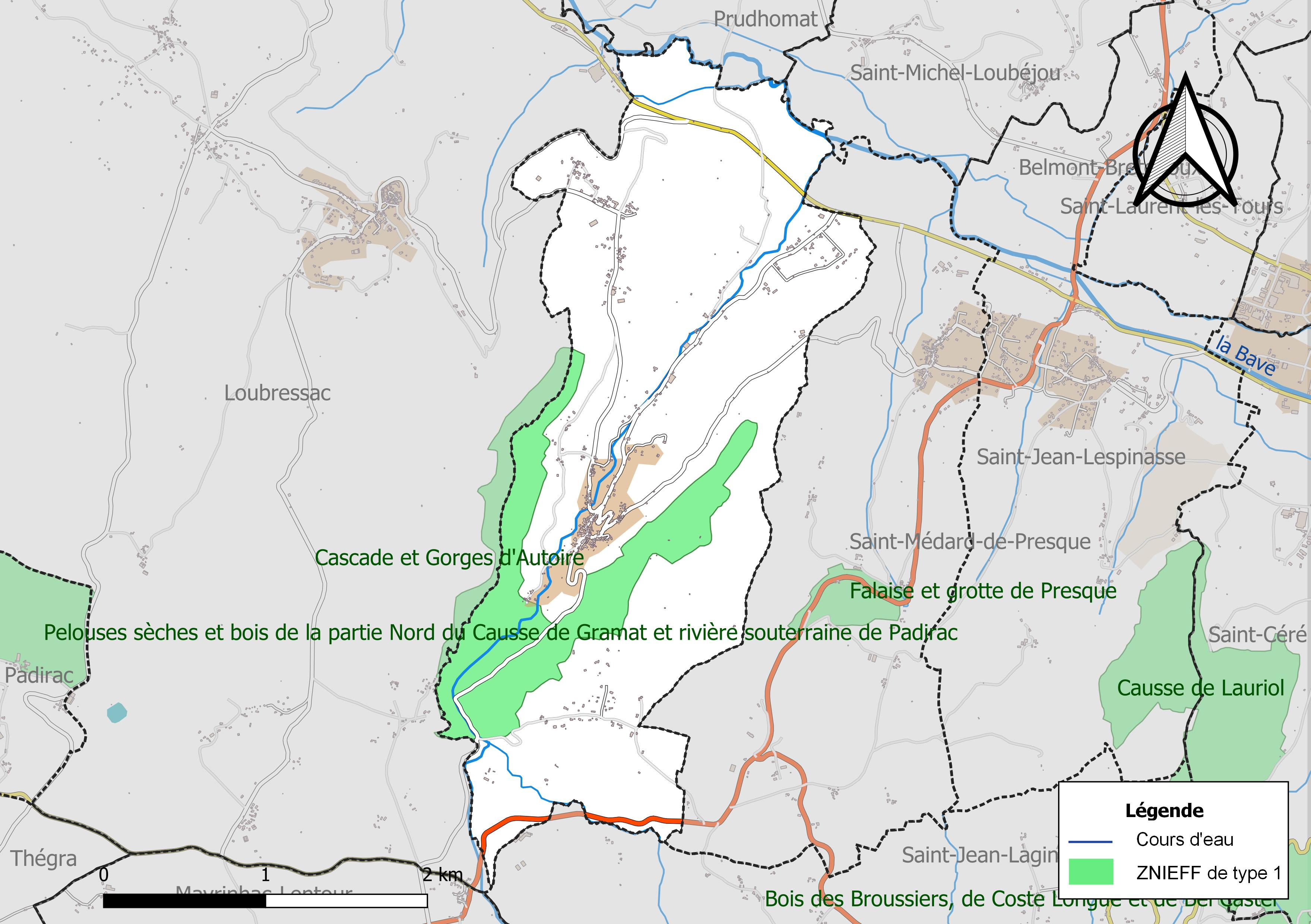
Carte de la ZNIEFF de type 1 sur la commune.
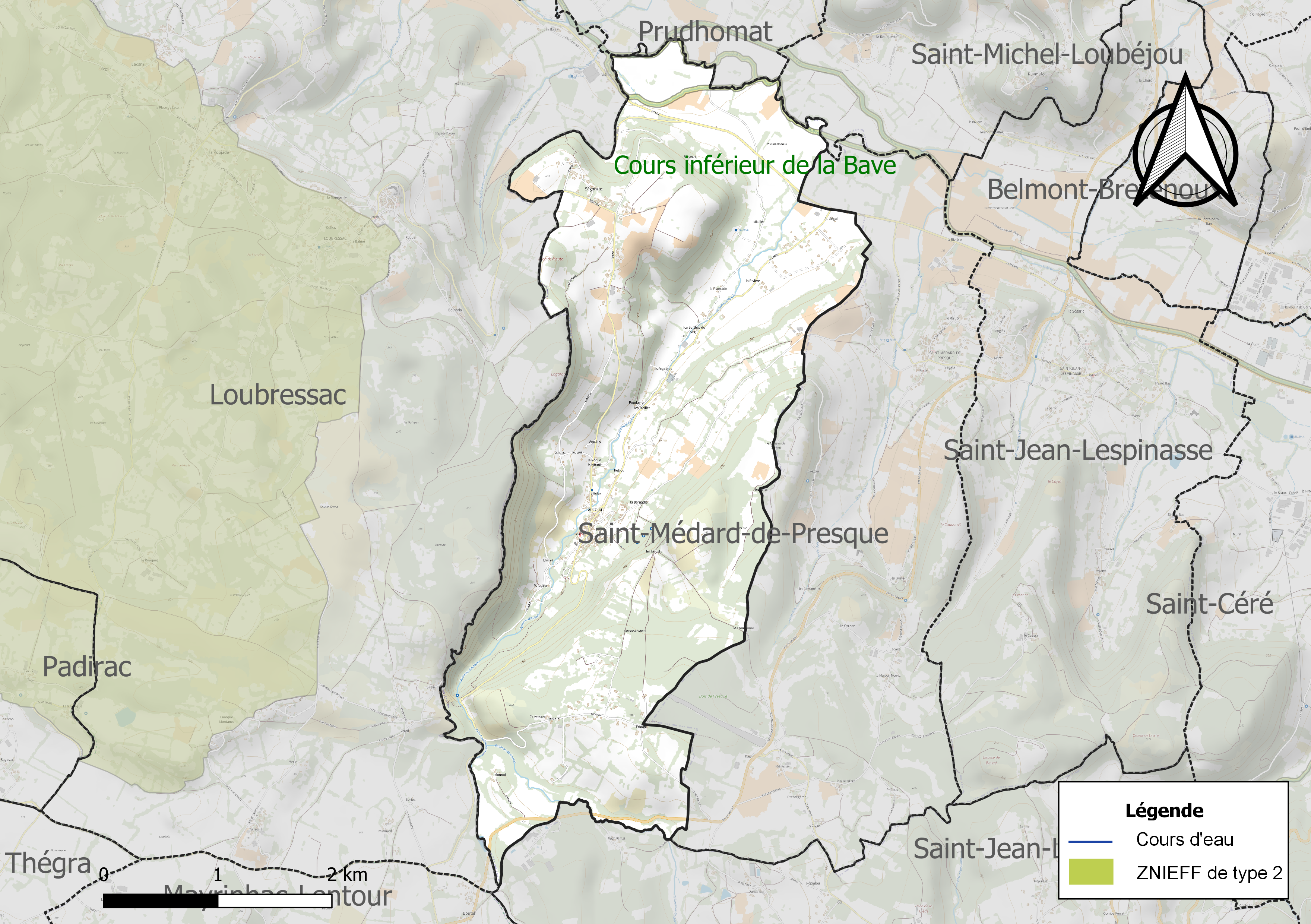
Carte de la ZNIEFF de type 2 sur la commune.

## Urbanisme

### Typologie
Au 1er janvier 2024, Autoire est catégorisée commune rurale à habitat dispersé, selon la nouvelle grille communale de densité à sept niveaux définie par l'Insee en 2022.
Elle est située hors unité urbaine. Par ailleurs la commune fait partie de l'aire d'attraction de Biars-sur-Cère - Saint-Céré, dont elle est une commune de la couronne,. Cette aire, qui regroupe 49 communes, est catégorisée dans les aires de moins de 50 000 habitants,.

### Occupation des sols
L'occupation des sols de la commune, telle qu'elle ressort de la base de données européenne d’occupation biophysique des sols Corine Land Cover (CLC), est marquée par l'importance des territoires agricoles (54,6 % en 2018), une proportion sensiblement équivalente à celle de 1990 (55,3 %). La répartition détaillée en 2018 est la suivante : 
forêts (32 %), zones agricoles hétérogènes (28,9 %), prairies (25,7 %), milieux à végétation arbustive et/ou herbacée (9,6 %), zones urbanisées (3,8 %). L'évolution de l’occupation des sols de la commune et de ses infrastructures peut être observée sur les différentes représentations cartographiques du territoire : la carte de Cassini (XVIIIe siècle), la carte d'état-major (1820-1866) et les cartes ou photos aériennes de l'IGN pour la période actuelle (1950 à aujourd'hui).

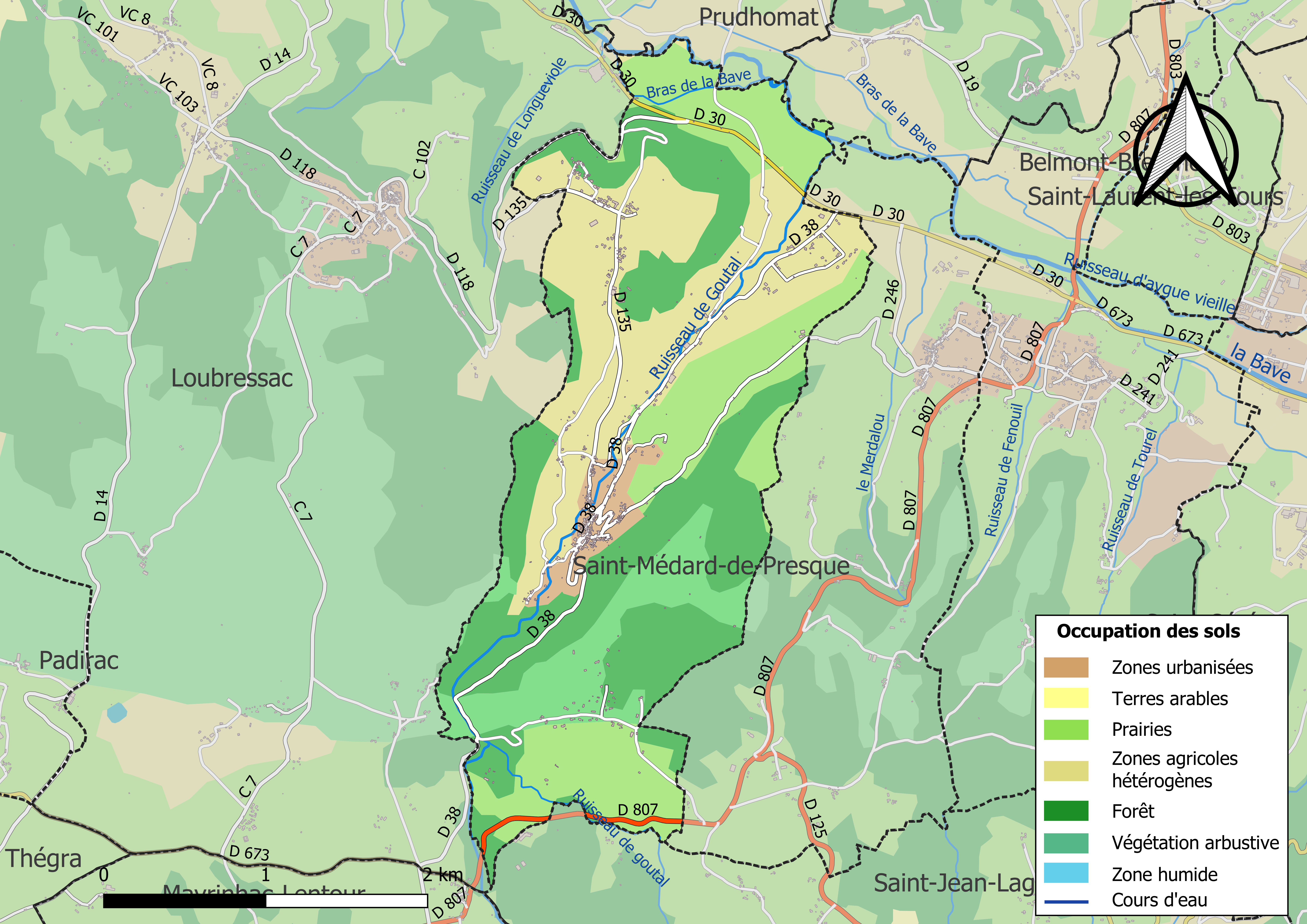
Carte des infrastructures et de l'occupation des sols de la commune en 2018 (CLC).

### Risques majeurs
Le territoire de la commune d'Autoire est vulnérable à différents aléas naturels : météorologiques (tempête, orage, neige, grand froid, canicule ou sécheresse), inondations, feux de forêts, mouvements de terrains et séisme (sismicité très faible). Il est également exposé à un risque technologique, la rupture d'un barrage. Un site publié par le BRGM permet d'évaluer simplement et rapidement les risques d'un bien localisé soit par son adresse soit par le numéro de sa parcelle.

#### Risques naturels
Certaines parties du territoire communal sont susceptibles d’être affectées par le risque d’inondation par débordement de cours d'eau, notamment la Bave. La cartographie des zones inondables en ex-Midi-Pyrénées réalisée dans le cadre du XIe Contrat de plan État-région, visant à informer les citoyens et les décideurs sur le risque d’inondation, est accessible sur le site de la DREAL Occitanie. La commune a été reconnue en état de catastrophe naturelle au titre des dommages causés par les inondations et coulées de boue survenues en 1982, 1994, 1999 et 2001,.
Autoire est exposée au risque de feu de forêt. Un plan départemental de protection des forêts contre les incendies a été approuvé par arrêté préfectoral le 30 novembre 2015 pour la période 2015-2025. Les propriétaires doivent ainsi couper les broussailles, les arbustes et les branches basses sur une profondeur de 50 mètres, aux abords des constructions, chantiers, travaux et installations de toute nature, situées à moins de 200 mètres de terrains en nature
de bois, forêts, plantations, reboisements, landes ou friches. Le brûlage des déchets issus de l’entretien des parcs et jardins des ménages et des collectivités est interdit. L’écobuage est également interdit, ainsi que les feux de type méchouis et barbecues, à l’exception de ceux prévus dans des installations fixes (non situées sous couvert d'arbres) constituant une dépendance d'habitation.

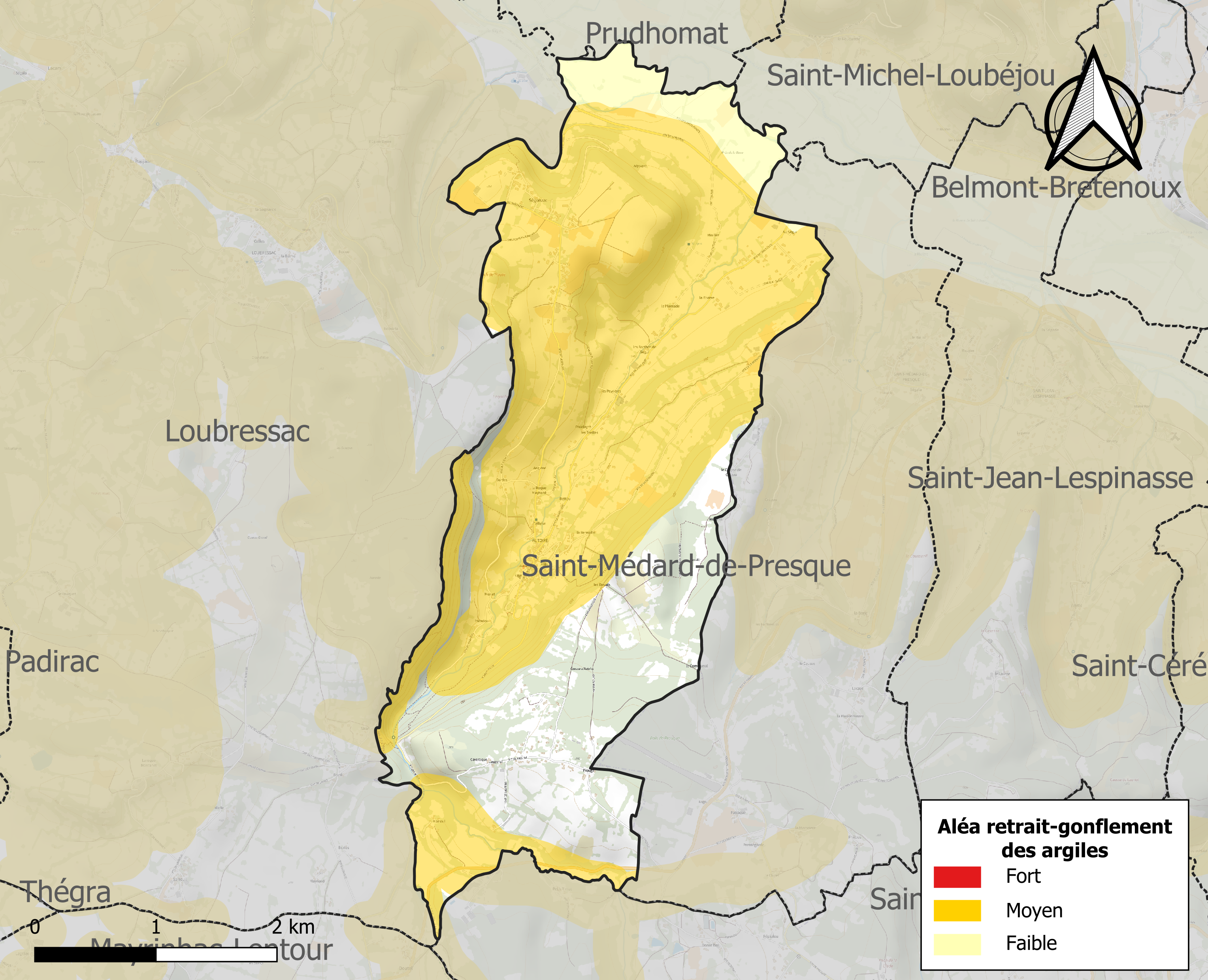
Carte des zones d'aléa retrait-gonflement des sols argileux d'Autoire.

Les mouvements de terrains susceptibles de se produire sur la commune sont des affaissements et effondrements liés aux cavités souterraines (hors mines) et des glissements de terrain. Par ailleurs, afin de mieux appréhender le risque d’affaissement de terrain, l'inventaire national des cavités souterraines permet de localiser celles situées sur la commune.
Le retrait-gonflement des sols argileux est susceptible d'engendrer des dommages importants aux bâtiments en cas d’alternance de périodes de sécheresse et de pluie. 67,1 % de la superficie communale est en aléa moyen ou fort (67,7 % au niveau départemental et 48,5 % au niveau national). Sur les 274 bâtiments dénombrés sur la commune en 2019, 239 sont en aléa moyen ou fort, soit 87 %, à comparer aux 72 % au niveau départemental et 54 % au niveau national. Une cartographie de l'exposition du territoire national au retrait gonflement des sols argileux est disponible sur le site du BRGM,.
Par ailleurs, afin de mieux appréhender le risque d’affaissement de terrain, l'inventaire national des cavités souterraines permet de localiser celles situées sur la commune.
Concernant les mouvements de terrains, la commune a été reconnue en état de catastrophe naturelle au titre des dommages causés par des mouvements de terrain en 1999.

#### Risques technologiques
La commune est en outre située en aval des barrages de Saint-Étienne-Cantalès et de Bort-les-Orgues, des ouvrages de classe A disposant d'une retenue de respectivement 133 millions et 477 millions de mètres cubes,. À ce titre elle est susceptible d’être touchée par l’onde de submersion consécutive à la rupture d'un de ces ouvrages

## Toponymie
Le toponyme Autoire pourrait provenir :
- de Altodurum formé de altus et duros qui signifie la forteresse en celtique ;
- ou de l'occitan toire qui désigne un ouvrage lié à l'écoulement de l'eau : un conduit, un aqueduc avec l'ajout de al.

## Politique et administration

### Liste des maires
| Période                                  | Période  | Identité              | Étiquette | Qualité |
| ---------------------------------------- | -------- | --------------------- | --------- | ------- |
| 1793                                     | 1796     | Pierre Marmie         |           |         |
| 1796                                     | 1797     | Jean-Pierre Bouygues  |           |         |
| 1797                                     | 1798     | Pierre Marnie         |           |         |
| 1798                                     | 1799     | Jean-Louis Larroque   |           |         |
| 1800                                     | 1806     | Jean-Pierre Bouygues  |           |         |
| 1806                                     | 1814     | Jean-Louis Larroque   |           |         |
| 1814                                     | 1815     | Jean-Louis Canet      |           |         |
| 1815                                     | 1817     | Mathurin Ortal (d')   |           |         |
| 1817                                     | 1828     | Jacques Martin        |           |         |
| 1828                                     | 1837     | Jean Landes           |           |         |
| 1838                                     | 1847     | Eugène François Ortal |           |         |
| 1848                                     | 1853     | Jean Martin           |           |         |
| 1854                                     | 1861     | Octave Colomb (de)    |           |         |
| 1862                                     | 1882     | Jean Martin           |           |         |
| 1882                                     | 1888     | Gustave Martin        |           |         |
| 1888                                     | 1896     | Antoine Darnis        |           |         |
| 1896                                     | 1902     | Louis Mourlhon        |           |         |
| mars 2001                                | 2014     | Jean-François Pons    |           |         |
| mars 2014                                | En cours | Alain Nouzières       |           |         |
| Les données manquantes sont à compléter. |          |                       |           |         |

## Démographie
L'évolution du nombre d'habitants est connue à travers les recensements de la population effectués dans la commune depuis 1793. Pour les communes de moins de 10 000 habitants, une enquête de recensement portant sur toute la population est réalisée tous les cinq ans, les populations de référence des années intermédiaires étant quant à elles estimées par interpolation ou extrapolation. Pour la commune, le premier recensement exhaustif entrant dans le cadre du nouveau dispositif a été réalisé en 2006.

En 2022, la commune comptait 376 habitants, en évolution de +3,87 % par rapport à 2016 (Lot : +1,31 %, France hors Mayotte : +2,11 %).
| 1793 | 1800 | 1806 | 1821 | 1831 | 1836 | 1841 | 1846 | 1851 |
| ---- | ---- | ---- | ---- | ---- | ---- | ---- | ---- | ---- |
| 414  | 460  | 480  | 461  | 469  | 499  | 468  | 624  | 620  |

| 1856 | 1861 | 1866 | 1872 | 1876 | 1881 | 1886 | 1891 | 1896 |
| ---- | ---- | ---- | ---- | ---- | ---- | ---- | ---- | ---- |
| 630  | 602  | 599  | 582  | 566  | 550  | 519  | 511  | 512  |

| 1901 | 1906 | 1911 | 1921 | 1926 | 1931 | 1936 | 1946 | 1954 |
| ---- | ---- | ---- | ---- | ---- | ---- | ---- | ---- | ---- |
| 505  | 445  | 443  | 347  | 332  | 323  | 292  | 265  | 246  |

| 1962 | 1968 | 1975 | 1982 | 1990 | 1999 | 2006 | 2011 | 2016 |
| ---- | ---- | ---- | ---- | ---- | ---- | ---- | ---- | ---- |
| 207  | 234  | 209  | 233  | 272  | 312  | 336  | 337  | 362  |

| 2021 | 2022 | - | - | - | - | - | - | - |
| ---- | ---- | - | - | - | - | - | - | - |
| 369  | 376  | - | - | - | - | - | - | - |

## Économie

### Revenus
En 2018, la commune compte 167 ménages fiscaux, regroupant 356 personnes. La médiane du revenu disponible par unité de consommation est de 22 640 € (20 740 € dans le département).

### Emploi
|                | 2008  | 2013  | 2018  |
| -------------- | ----- | ----- | ----- |
| Commune        | 6,3 % | 2,7 % | 8,8 % |
| Département    | 7,3 % | 8,9 % | 9,6 % |
| France entière | 8,3 % | 10 %  | 10 %  |

En 2018, la population âgée de 15 à 64 ans s'élève à 237 personnes, parmi lesquelles on compte 81,6 % d'actifs (72,8 % ayant un emploi et 8,8 % de chômeurs) et 18,4 % d'inactifs,. Depuis 2008, le taux de chômage communal (au sens du recensement) des 15-64 ans est inférieur à celui de la France et du département.
La commune fait partie de la couronne de l'aire d'attraction de Biars-sur-Cère - Saint-Céré, du fait qu'au moins 15 % des actifs travaillent dans le pôle,. Elle compte 47 emplois en 2018, contre 39 en 2013 et 40 en 2008. Le nombre d'actifs ayant un emploi résidant dans la commune est de 173, soit un indicateur de concentration d'emploi de 27,5 % et un taux d'activité parmi les 15 ans ou plus de 61,7 %.
Sur ces 173 actifs de 15 ans ou plus ayant un emploi, 37 travaillent dans la commune, soit 22 % des habitants. Pour se rendre au travail, 89,7 % des habitants utilisent un véhicule personnel ou de fonction à quatre roues, 6,9 % s'y rendent en deux-roues, à vélo ou à pied et 3,4 % n'ont pas besoin de transport (travail au domicile).

### Activités hors agriculture
23 établissements sont implantés  à Autoire au 31 décembre 2019.
Le secteur du commerce de gros et de détail, des transports, de l'hébergement et de la restauration est prépondérant sur la commune puisqu'il représente 34,8 % du nombre total d'établissements de la commune (8 sur les 23 entreprises implantées  à Autoire), contre 29,9 % au niveau départemental.

### Agriculture
La commune est dans la Limargue », une petite région agricole occupant une bande verticale à l'est du territoire du département du Lot. En 2020, l'orientation technico-économique de l'agriculture  sur la commune est la polyculture et/ou le polyélevage.
|               | 1988 | 2000 | 2010 | 2020 |
| ------------- | ---- | ---- | ---- | ---- |
| Exploitations | 22   | 16   | 11   | 10   |
| SAU (ha)      | 404  | 357  | 338  | 379  |

Le nombre d'exploitations agricoles en activité et ayant leur siège dans la commune est passé de 22 lors du recensement agricole de 1988  à 16 en 2000 puis à 11 en 2010 et enfin à 10 en 2020, soit une baisse de 55 % en 32 ans. Le même mouvement est observé à l'échelle du département qui a perdu pendant cette période 60 % de ses exploitations,. La surface agricole utilisée sur la commune a également diminué, passant de 404 ha en 1988 à 379 ha en 2020. Parallèlement la surface agricole utilisée moyenne par exploitation a augmenté, passant de 18 à 38 ha.

## Culture locale et patrimoine

### Lieux et monuments
Autoire est l'un des plus beaux villages de France ; on peut y admirer entre autres :
- La reculée d'Autoire[38], son cirque et sa cascade.
- Les ruines du château des Anglais, XIe siècle et XIIe siècle[39], inscrites monument historique au 26 octobre 1925[40].
- La chapelle Saint-Roch, inscrite au titre des monuments historiques depuis 2014[41].
- L'ancien château de Limargue, XVe siècle : inscrit monument historique au 6 avril 1929[42].
- Le manoir Laroque-Delprat.
- Le château de Busqueilles, XVIIe siècle inscrit par arrêté du 8 avril 1991 aux monuments historiques[43].
- Le château de La Roque-Maynard.
- L'église romane Saint-Pierre, XIe siècle, remaniée XVIIIe siècle. XVe siècle : inscrite monument historique au 2 décembre 1942[44]. Plusieurs objets sont référencés dans la base Palissy[44].
- Le manoir de Colomb (du nom du général de Colomb qui a donné son nom à la ville de Colomb-Béchard (Algérie))

Le cirque d'Autoire a été labellisé Espace naturel sensible depuis fin 2009.
Les travaux financés par le conseil général du Lot ont été inaugurés le 31 juillet 2014 : la partie haute du site est devenue piétonne et les véhicules sont stationnés au hameau de Siran, le château des Anglais est préservé et son accès sécurisé par de nouveaux escaliers et la pose de 300 mètres de garde-corps. Des fouilles archéologiques ont montré que le château était couvert de tuiles plates et comportait un étage de plus qu'actuellement.

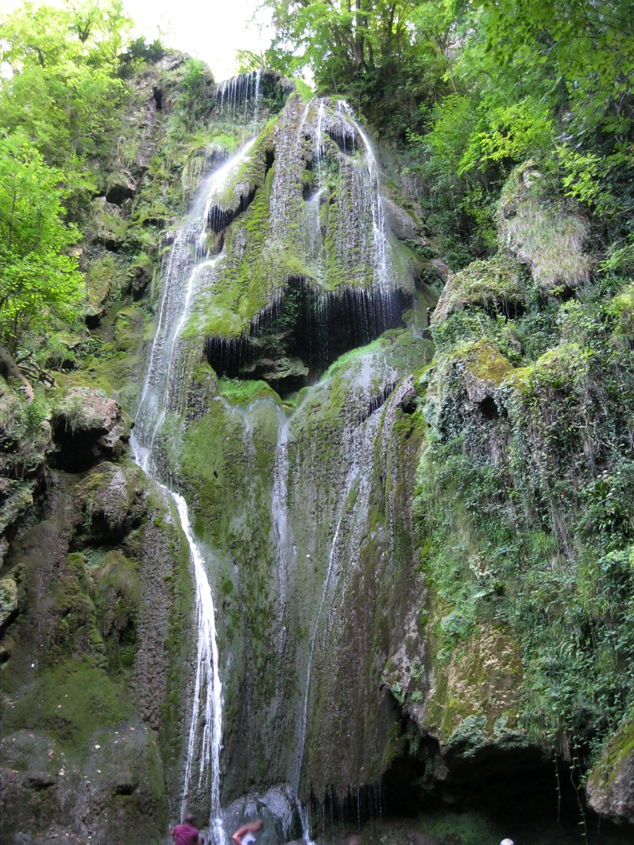
La cascade d'Autoire.
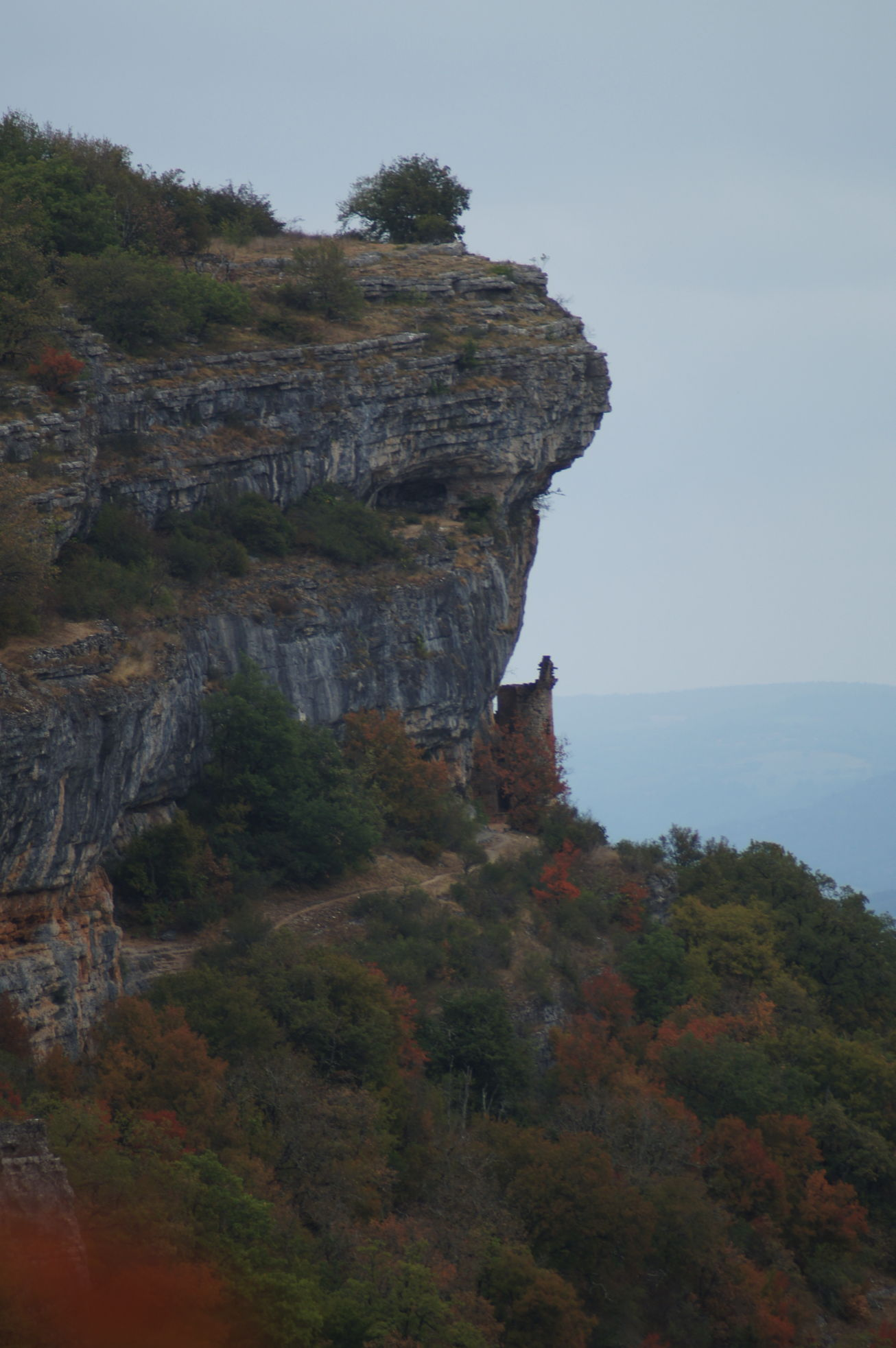
Vue du château des Anglais depuis Siran.
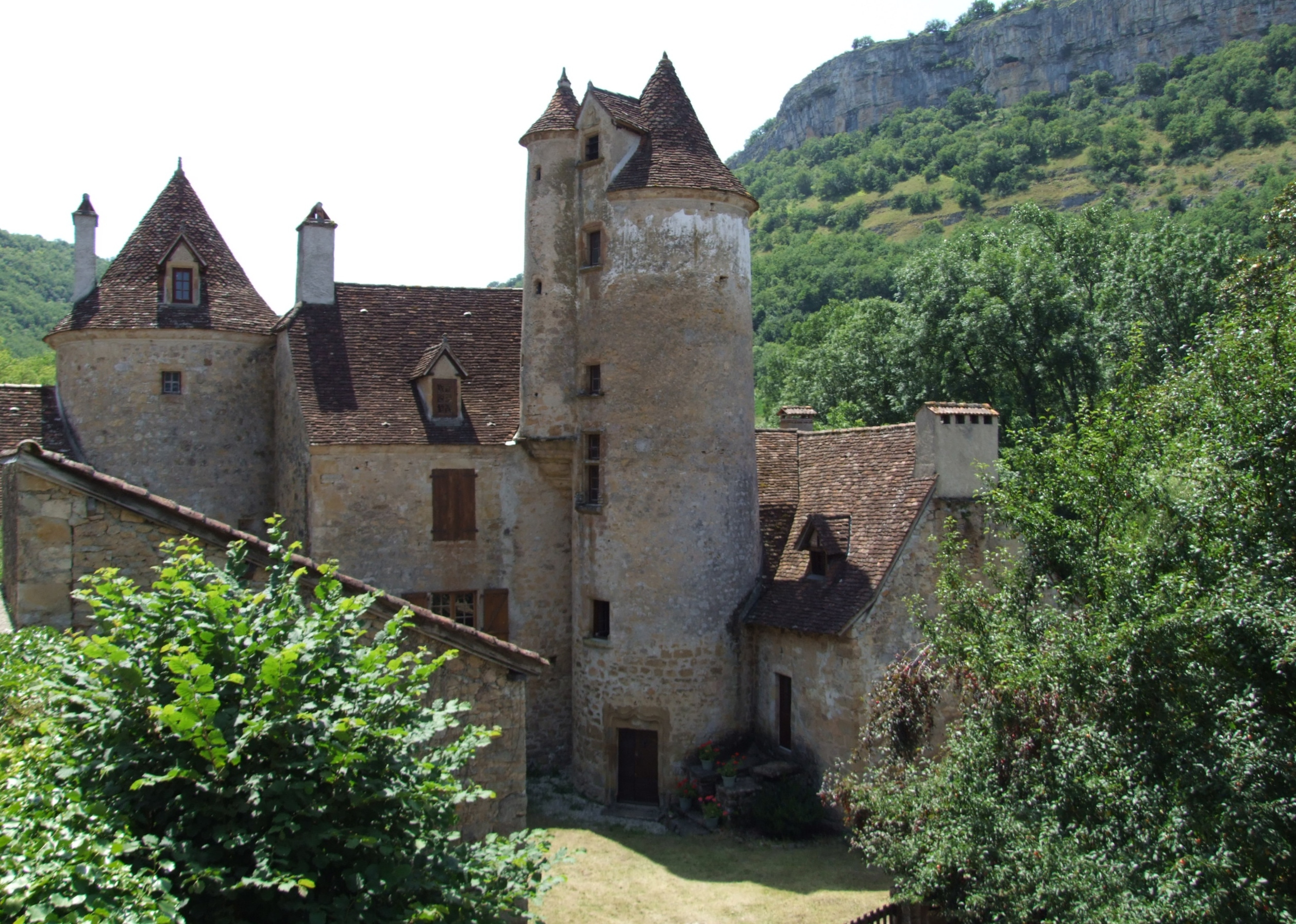
L'ancien château de Limargue.
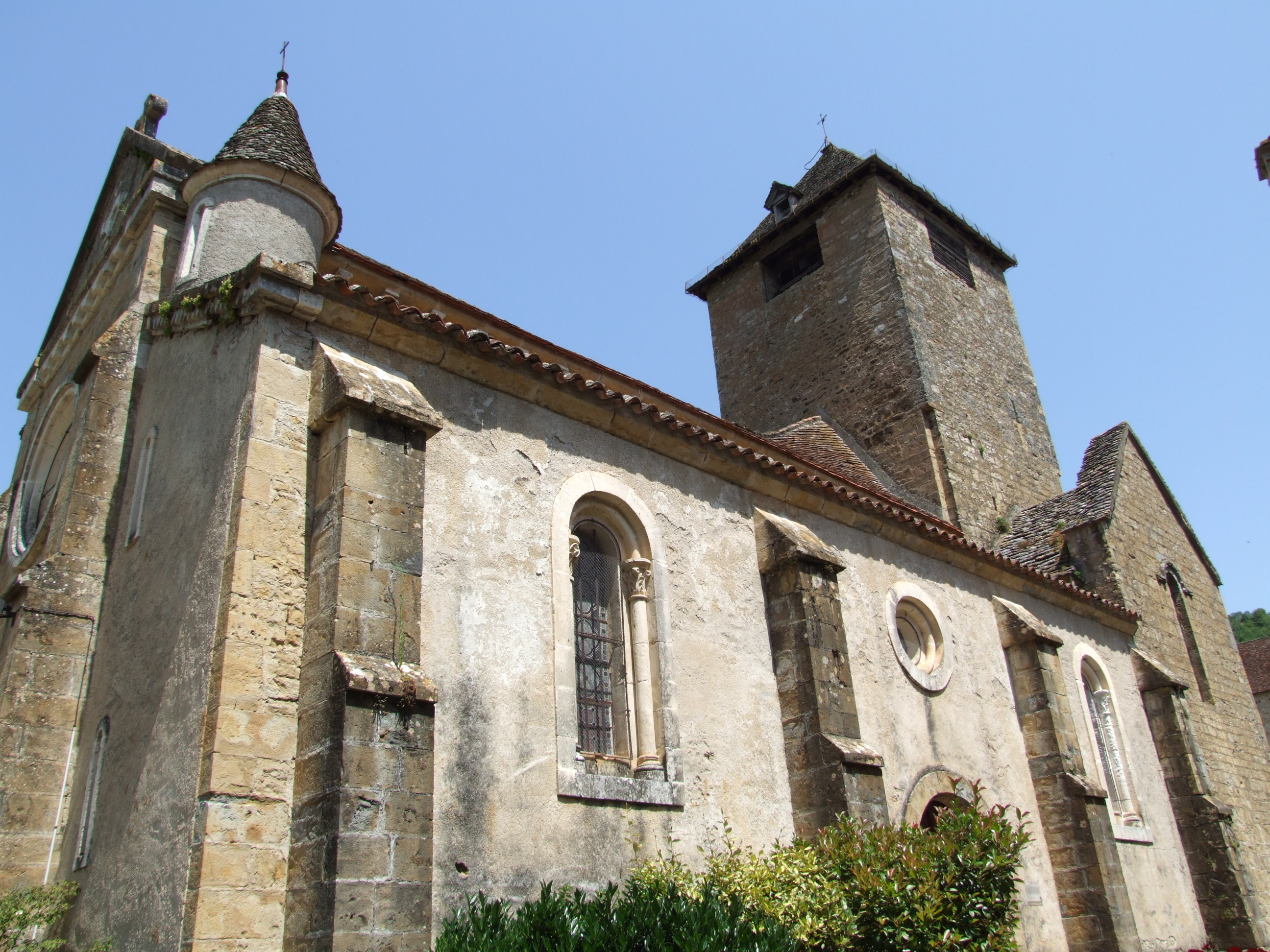
L'église romane Saint-Pierre
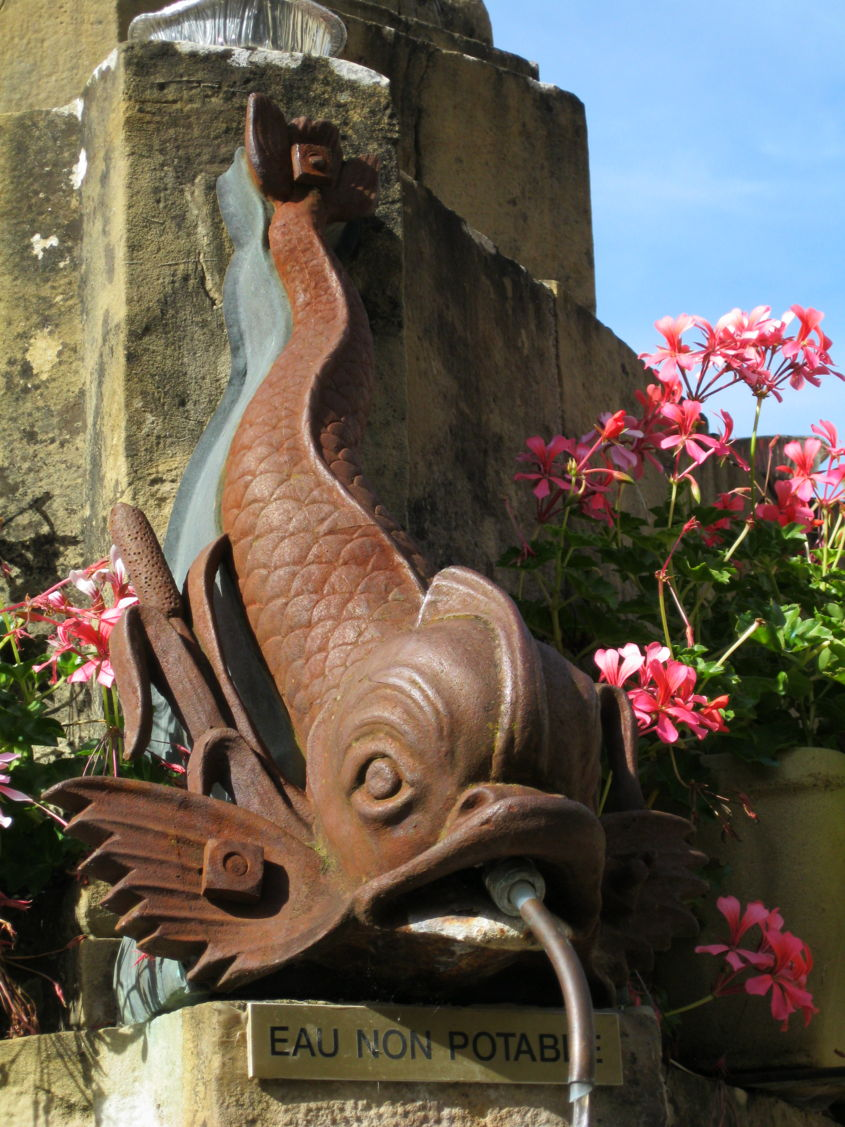
Détail de la fontaine du village.

### Personnalités liées à la commune
- Jean Lartigaut.

### Héraldique
| Blason | Blasonnement : Vergeté d'argent et de gueules de douze pièces. |